# Xixuthrus helleri
Xixuthrus helleri är en skalbaggsart som först beskrevs av Auguste Lameere 1903.  Xixuthrus helleri ingår i släktet Xixuthrus och familjen långhorningar. Inga underarter finns listade i Catalogue of Life.